# Diatermia kondensatorowa
Diatermia kondensatorowa wykorzystuje do nagrzania tkanek pole elektryczne. Nagrzewa ona głównie tkanki płytko położone takie jak tkanka tłuszczowa.
Obiekt umieszcza się między okładkami kondensatora.
Ilość wytwarzanego ciepła zależy od:
- właściwości dielektrycznych płynów i struktur tkankowych,
- przewodnictwa elektrycznego (jonowego) elektrolitów w tkance.

Dla dielektryków wystąpi zjawisko polaryzacji.
Ilość ciepła wytwarzanego w wyniku polaryzacji {\displaystyle Q{:}}
{\displaystyle Q=2\pi f\epsilon E^{2}tg(\sigma ).}
Do diatermii kondensatorowej używamy 3 rodzajów elektrod:
- kondensatorowe sztywne,
- kondensatorowe miękkie,
- kondensatorowe specjalnego kształtu.